# Shivta
Shivta, Sobota, Subeitah o Subaytah (en hebreo: שבטה‎), es un sitio arqueológico que se encuentra en el desierto del Néguev, al sur de Israel y al este de Nitzana. En la actualidad es el principal sitio de entrenamiento de las Fuerzas Armadas de Artillería israelíes. 

## Historia

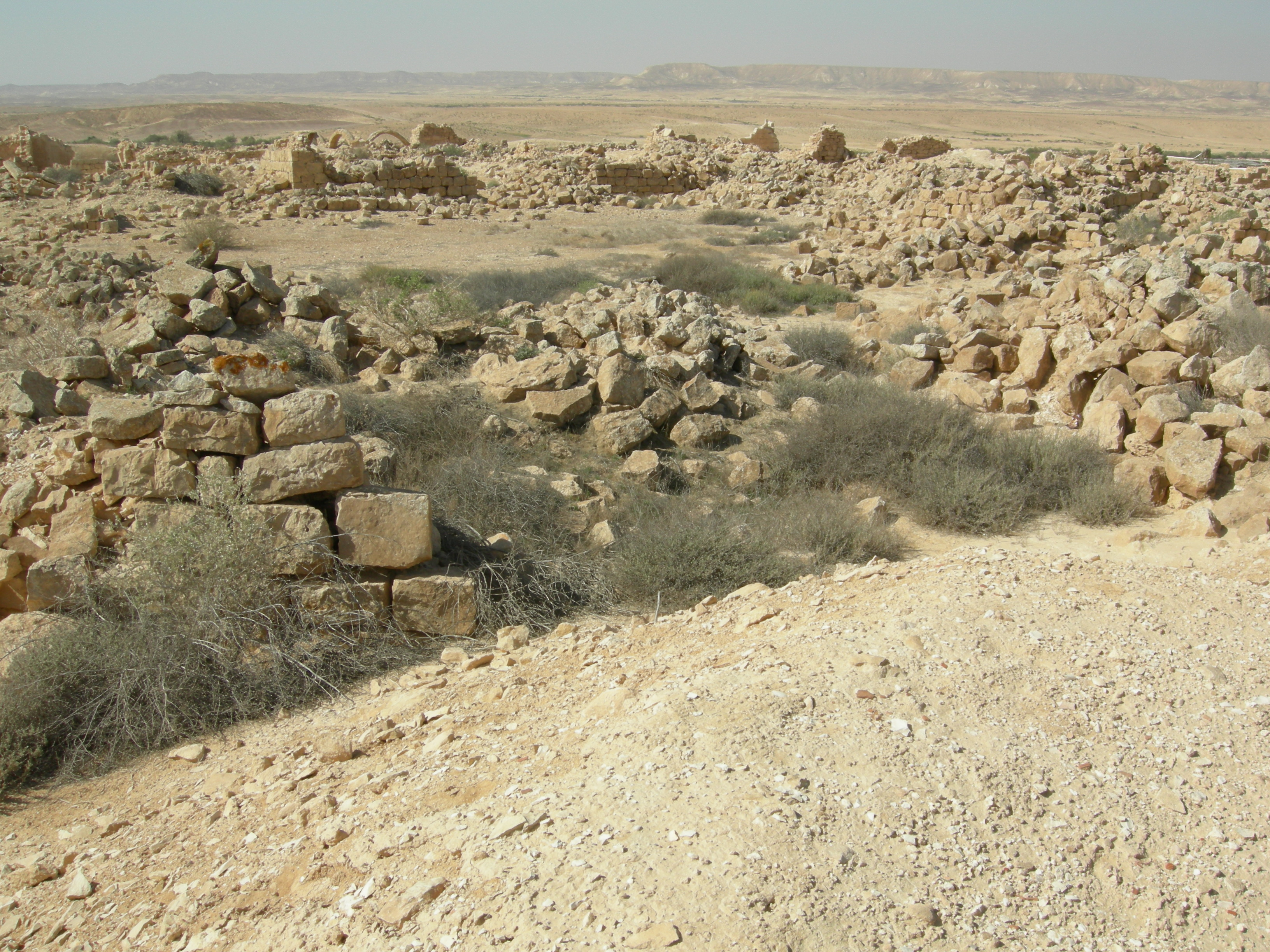
Antiguo barrio residencial de Shivta.

Considerada durante mucho tiempo una ciudad nabateana clásica y terminal de la antigua ruta de las especias, los arqueólogos han comenzado a considerar la posibilidad de que la ciudad haya sido en realidad una colonia agricultora bizantina y una estación para los peregrinos que se encontraran camino a Santa Catalina, Egipto, localizada en el supuesto sitio del Monte Sinaí. 
La nueva categorización de Shivta se basa en el análisis del sistema de irrigación que se ha encontrado en el sitio, que presenta similitudes con las típicas estructuras bizantinas. Hasta ahora, se creía que la preponderancia de ruinas bizantinas eran los restos de una comunidad monástica que se estableció sobre las ruinas de una ciudad nabateana anterior.

## Descripción
El sitio Shivta contiene tres iglesias bizantinas, dos lagares, áreas residenciales y edificios administrativos. Después de la conquista por parte de los árabes en el siglo VII d. C., la población de Shivta comenzó a decaer. Finalmente el lugar fue abandonado, durante los siglos VIII o IX.
En el siglo XX fue investigada la ciudad por Harris Dunscombe Colt, quien nunca publicó sus estudios.  En 1938, al partir de Palestina, Colt perdió una maleta conteniendo objetos encontrados en la excavación.  La maleta fue reportada por un agente de aduanas de Haifa y finalmente acabó en las bodegas de un museo, ignorada.  La maleta fue redescubierta en 2018 y los contenidos grecorromanos son exhibidos en un museo en Haifa.

## Patrimonio de la Humanidad
Shivta fue declarado Patrimonio de la Humanidad por la Unesco en junio de 2005.